# غاز سرحنایی
غاز سرحنایی (نام علمی: Chloephaga rubidiceps) نام یک گونه از تیره مرغابیان است.